# Enamorándome de Ramón
Enamorándome de Ramón é uma telenovela mexicana produzida por Lucero Suárez para a Televisa e foi exibida pelo Las Estrellas de 20 de fevereiro a 30 de julho de 2017, substituindo Vino el amor e sendo substituída por En tierras salvajes. É uma adaptação da telenovela venezuelana Tomasa Tequiero.
É protagonizada por José Ron e Esmeralda Pimentel; antagonizada por Nuria Bages, Marcelo Córdoba, Luz Elena González, Fabiola Guajardo e Gonzalo Peña e com atuações estelares de Arturo Carmona, Lisset, Marisol del Olmo e Alejandro Ibarra e com o primeiro ator Carlos Bracho.
As gravações começaram em 1 de dezembro de 2016 no Televisa San Ángel. e foram concluídas oficialmente em 27 de junho de 2017.

## Sinopse
Fabiola (Esmeralda Pimentel) e sua irmã Andrea (Claudia Martín) ficam órfãs quando seus pais morrem em um acidente aéreo, e tanto elas como Hortensia (Nuria Bages), sua avó, ficam surpresas quando descobrem que a beneficiaria do seguro de vida de um milhão de dólares que eles deixaram, não é nada mais, nem nada menos do que Juana (Marisol del Olmo), a humilde mulher que trabalha como sua empregada.
Toda a família Medina fica indignada com a noticia e pressiona Juana para que lhes entregue o dinheiro do seguro. Ela, cansada pelo egoísmo de todos, os esclarece que não permitirá que ninguém administre o dinheiro, porque ela o fará pensando no bem-estar de Andrea e Fabiola. Com o tempo, Fabiola e Andrea percebem que Juana não pretende usar o dinheiro por benefício próprio e que seus pais só confiavam nela para cuidar de suas filhas, pois sabiam que ela as amava tanto quanto eles.
Hortensia demite Juana da casa, sem imaginar que suas netas iam defende-la, mas com o tempo consegue que ela vá embora através de uma chantagem.
A maior preocupação de Juana é seu filho Ramón (José Ron), um jovem nobre que vivia em Tijuana trabalhando como mecânico, mas teve que se mudar para a capital depois que se apaixonou por Sofía (Fabiola Guajardo), a filha de um chefe da máfia, que se vê obrigada a partir o coração de Ramón e exigir que ele vá embora para protege-lo de seu pai.
Ramón chega à casa de Luisa (Bárbara Torres) melhor amiga de Juana, dando uma grande surpresa a mãe, que o informa da morte de seus patrões e do “milhão de dólares”. Ramón aconselha ela que evite problemas com os Medina, entregando o dinheiro do seguro.
Dalia (Ana Jimena Villanueva), filha de Luisa e afilhada de Juana, leva Ramón à oficina mecânica de Antonio (Arturo Carmona) para que lhe dêem trabalho e para sua surpresa, se encontra com Fabiola, que é a sobrinha do seu chefe, e ela não perde oportunidade de fazê-lo se sentir mal, dizendo que ela é a dona e não pensa contrata-lo.
Apesar de suas diferenças, entre os dois existe uma química muito especial e não podem ocultar a atração e ao mesmo tempo a rejeição que sentem um pelo outro. Isso traz problemas pra ela e para sua relação amorosa com Francisco (Gonzalo Peña), que fica louco de ciúmes cada vez que os vê juntos.
Fabiola havia aceitado trabalhar na oficina mecânica só por ambição, mas Ramón a desmascara frente a Juana, fazendo ela assumir que decidiu trabalhar só para que ela lhe pudesse confiar o dinheiro do seguro de vida. Mesmo sendo descoberta, decide continuar trabalhando para demonstra-los que sim pode ser responsável.
A convivência diária vai criando uma atração cada vez mais forte entre Fabiola e Ramón, até chegar o ponto de não poderem mais ocultar seus sentimentos, mas as coisas se complicam quando Sofía reaparece procurando Ramón. Desta vez ela não está disposta a renunciar a ele e está decidida a recupera-lo de qualquer forma. 
Enquanto isso, Hortensia acode a vários advogados, para que anulem o documento que declara Juana como única beneficiaria do seguro de vida da família Medina, além de inventar que a assinatura do seguro é falsa, culpando Juana como uma falsificadora. Não se importa em perder o seguro com tal de ver Juana destruída. 
Júlio (Marcelo Córdoba), tio das meninas, é um homem ambicioso e viciado em jogos de azar. Ao se ver completamente endividado, resolve seduzir Juana com a intenção de administrar o dinheiro do seguro à sua vontade, mas acaba se apaixonando de verdade por ela.
Assim, enquanto Juana batalha com os constantes ataques de Hortensia, Ramón fica dividido entre duas mulheres que estão apaixonadas por ele e lutarão contra tudo para ficar com seu amor.

## Elenco
- José Ron - Ramón López Ortiz
- Esmeralda Pimentel - Fabiola Medina Fernández
- Nuria Bages - Hortensia Requena Vda. de Medina
- Marcelo Córdoba - Julio Medina Requena
- Luz Elena González - Roxana
- Arturo Carmona - Antonio Fernández Ruiz
- Lisset - Virginia Davis de Medina
- Carlos Bracho - Pedro Lamadrid
- Alejandro Ibarra - Porfirio
- Marisol del Olmo - Juana López Ortiz
- Fabiola Guajardo - Sofía Vásquez
- Pierre Angelo - Benito
- Bárbara Torres - Luisa
- Claudia Martín - Andrea Medina Fernández
- Pierre Louis - Jorge Medina
- María Alicia Delgado - Fredesvinda
- Rebeca Mankita - Emilia
- Sachi Tamashiro - Margarita Medina Requena
- Gonzalo Peña - Francisco Santillán
- Alfredo Gatica - Raúl "Rulo"
- Ana Jimena Villanueva - Dalia
- Diego Escalona - Diego Fernández
- Sugey Ábrego - Adalgisa
- Alejandro Valencia - Valente Esparza
- Iván Amozurrutia - Osvaldo Medina
- Steph Bumelcrownd - Sara Soler
- Marlene Kalb - Susana
- Jorge Ortín - Lucho
- Alejandro Peniche - Agustín
- Fernanda Vizzuet - Verónica Saún
- Alejandro Muela - Alfonso "Poncho"
- Solkin Ruz - Salvador "Chava"
- José Luis Badalt - Darío
- Eduardo Shacklett - Ricardo Medina Requena
- Lupita Jones - Katy Fernández Ruiz de Medina
- Benny Ibarra - Rosendo Vásquez "El bocanegra"
- Lenny Zundel - Dr. Linares

## Exibição
Foi exibida pela canal pago TLN Network entre 5 de setembro de 2022 a 10 de fevereiro de 2023 substituindo As Tontas Não Vão ao Céu e sendo substituída por Rosa Selvagem.
Ficou disponível na íntegra e com áudio dublado em português no novo catálogo de streaming VOD Novelas na Guigo TV, entre janeiro de 2021 e abril de 2022.

## Audiência
| Horário              | Episódios | Estréia           | Estréia   | Final         | Final     |
| Horário              | Episódios | Data              | Audiência | Data          | Audiência |
| -------------------- | --------- | ----------------- | --------- | ------------- | --------- |
| Segunda –Sexta 19:30 | 116       | 20 fevereiro 2017 | 18.7      | 30 julho 2017 | 27.6      |

## PremioTvyNovelas 2018
| Categoria                | Indicados                                                      | Resultados |
| ------------------------ | -------------------------------------------------------------- | ---------- |
| Melhor telenovela        | Lucero Suárez                                                  | Indicado   |
| Melhor guia ou adaptação | Lucero Suárez, Carmen Sepúlveda, Edwin Valencia y Luis Reynoso | Indicado   |
| Melhor ator protagônico  | José Ron                                                       | Indicado   |
| Melhor vilã              | Luz Elena González                                             | Indicado   |
| Melhor vilão             | Alfredo Gatica                                                 | Indicado   |
| Melhor atriz co-estelar  | Marisol del Olmo                                               | Indicado   |
| Melhor atriz juvenil     | Claudia Martín                                                 | Indicado   |